# Tenaska Energy
Tenaska Energy ist ein amerikanisches Unternehmen mit Firmensitz in Omaha, Nebraska. Das Unternehmen baut und betreibt als Energieversorger mehrere Gaskraftwerke. Ferner wird Strom mit Windkraft und Solar erzeugt und mit Erdgas gehandelt. Der Umsatz betrug 2015 etwa 8 Mrd. Dollar. Tenaska Energy ist laut Forbes 2016 die Nummer 41 unter den größten Privatfirmen der USA.
Das Tochterunternehmen Tenaska Resources fördert Erdgas aus dem Appalachian Basin in Pennsylvania und West Virginia. Diese Erdgasvorkommen in den dortigen Marcellus- und Utica-Schieferformationen werden ausschließlich über Fracking gefördert.
Im Februar 2021 erwarb Cordelio Power das Firebrick-Projekt von Tenaska.
Im Mai 2021 wurde berichtet, dass Tenaska und Arevon, eine private Vermögensverwaltungsgesellschaft, die Entwicklung einer 200-MW-Solaranlage im Wert von 175 Millionen US-Dollar in Missouri planen. Der Bau könnte 2022 oder 2023 beginnen.